# Ann Glover
Ann Glover, també anomenada Goodwife «Goody» Ann Glover (Irlanda, ? - Boston, 1688) va ser una esclava catòlica irlandesa, que va ser penjada a Boston acusada de bruixeria.
Ann Glover va néixer a Irlanda i era seguidora de l'Església Catòlica Romana. Durant la conquesta d'Irlanda, Oliver Cromwell, que veia un perill en l'oposició dels catòlics, va aconseguir disminuir-ne la població amb assassinats en massa o enviant-los a l'exili. Ann Glover i la seva família es trobaven entre els aproximadament 50.000 catòlics irlandesos que van ser enviats en vaixells al Carib i venus oficialment com «treballadors sense sou» (indentured servants). A mitjans de 1850 van ser venuts per treballar a les plantacions de sucre de Barbados, on el seu marit va morir.
Se sap que el 1680 Glover i la seva filla eren ja a Boston i es coneixen detalls de les acusacions que li van fer i de la sentència de mort —va ser l'última dona penjada a Boston per bruixeria, el 1688, quan feia trenta-dos de l'anterior execució d'una «bruixa», Ann Hibbins, El 1688. Tanmateix, diversos autors donen versions diferents dels fets que van fer que l'acusessin de bruixeria.
Hi ha qui diu que Glover treballava per a la família Goodwin com a bugadera i que la mainada d'aquella família va acusar-la d'haver robat uns llençols. Una altra versió afirma que la bugadera dels Goodwin era la filla de Glover, i que, en ser acusada la noia del robatori per la filla gran de la família, Ann Glover va sortir en defensa seva. I que després d'aquest incident quatre dels sis fills dels Glover van emmalaltir. El reverend Cotton Mather, un ministre purità de Nova Anglaterra, en la seva publicació de 1689 Memorable Providences, va descriure la seva versió d'aquell cas. Segons Mather, Ann Glover era «una vella ignorant i escandalosa del barri, el miserable marit de la qual abans de morir, havia dit de vegades que ella era  una bruixa...». Segons alguns historiadors, aquelles criatures podrien haver estat simulant que estaven malalts i els podrien haver cregut perquè molts puritans estaven obsessionats amb la idea de la bruixeria i que la presència del dimoni era present en aquella societat. A més, el metge que els va examinar va dir que els símptomes que presentaven —diferents segons les fonts consultades— només podien estar causats per un acte de bruixeria.
Ann Glover va ser acusada d'haver embruixat aquelles criatures i va ser detinguda i jutjada. La seva llengua materna era el gaèlic i quan, durant el judici, van demanar-li que recités el Pare Nostre, ho va fer en una barreja d'aquella llengua —la llengua en què havia après a resar— i un llatí macarrònic, que ningú no entenia i es va prendre com una prova que era bruixa. Glover va ser declarada culpable de bruixeria i condemnada a morir penjada.
Tot i ser última persona condemnada a mort per bruixeria a Boston, no va ser a Massachusetts. el seu cas pot haver influït en la cacera de Bruixes que es va produir a Salem, ciutat situada a uns 40 km de Boston, on el 1692 va tenir lloc el tristament famós judici a les bruixes.
L'any 1988, com a reconeixement del greuge causat a Glover, l'Ajuntament de Boston va instaurar el Dia de Goody Glover, que se celebra el 16 de novembre, aniversari de la seva execució.